# Peter Grzan
Peter „Pit“ Grzan (* 28. Juli 1951 in Wanne-Eickel; † 15. Juli 2014 in Marburg) war ein deutscher Künstler.

## Leben
Peter Grzan absolvierte sein Kunststudium in Dortmund und Kassel. Seine oft provokanten, satirischen Arbeiten und Aktionen mit häufig antimilitaristischen oder antiklerikalen Inhalten brachten ihm bereits früh (ab 1968) den Ruf eines enfant terrible der Kunstszene ein.
Multimediale Experimente und sein Einsatz für eine frei interpretierte Rockmusik, die sich einerseits an Mustern populärer Musik orientierte und andererseits Happening-Charakter hatte, festigten diesen Ruf.
Etwa 1980 wurden die Macher der Satirezeitschrift Pardon auf ihn aufmerksam. Seine erste Arbeit für das Magazin, ein an Kinderspielzeug erinnernder Bausatz, mit dem man Jesus selbst kreuzigen und Wasser in Wein verwandeln konnte, war nicht nur ein Skandal, sondern auch die Basis einer langjährigen äußerst produktiven Zusammenarbeit. Es folgten Arbeiten für das Satiremagazin Titanic.
In der Piet Kröte Peep Show fand Grzans kompromisslose, an Punk erinnernde Musikinterpretation ihre konsequente Fortsetzung durch mehr als dreihundert Auftritte, in denen neben der Musik und einem skurrilen Starkult auch kuriose Objekte und Showeinlagen präsentiert wurden (beispielsweise das Mikrofon als Eishörnchen oder eine Gitarre, die bei der geringsten Berührung zersplitterte).
Wesentlich spätere Entwicklungen, etwa im Bereich der Fernsehshows, wurden visionär vorweggenommen.
Seit 1995 lebte Peter Grzan in Dülmen und engagierte sich dort ebenfalls für Kultur und Kunst. Er starb im Juli 2014 kurz vor seinem 63. Geburtstag überraschend an den Folgen einer Operation.

## Tätigkeit
Für Grzan war Kunst in erster Linie ein Mittel zur Kommunikation. Performances und Ausstellungen waren für ihn eine Möglichkeit, Öffentlichkeit herzustellen. Dabei nutzte er eine Vielzahl handwerklicher und künstlerischer Techniken, um eine ganz eigene, oft verblüffende Realität zu erzeugen. 1975 war er Gründungsmitglied der weltweit ersten kulturell genutzten Zeche Unser Fritz.

1976 startete er seine Wanderausstellung – ausgerüstet mit umschnallbaren Bilderrahmen besuchte er in Kniebundhosen und mit Wanderstab Kunstmessen (Art Cologne in Köln, Internationale Kunst- und Informationsmesse Düsseldorf sowie die documenta in Kassel). Zitat: 

„Wer sich bewegt, zahlt keine Standgebühr.“

Im Jahr 1984 gründete er mit anderen Künstlerinnen und Künstlern den Kunstverein ART’IG, der seitdem mehr als 150 Veranstaltungen und kuriose Ausstellungen organisiert hat. Seit den 1990er Jahren betrieb Grzan sein Heim für ungeliebte Kunstwerke, in welchem er Kunstwerken, die aus unterschiedlichen Gründen niemand mehr haben wollte, durch teils kuriose Überarbeitungen ein neues Zuhause vermittelte. 1998 engagierte sich Grzan für das erste Figurentheaterfestival in Dülmen, die Dülmener Figurentheatertage.
Seit dem Jahr 2000 etwa propagierte er seine Akademie für interdisziplinäre Kreativität, deren Ziel es war, kreative Prozesse zu initiieren und kreativen Menschen Berufschancen zu öffnen. 2002 ließ Grzan zehn bemalte Sonnenschirme durch die Welt reisen. Fotos von acht Fotografen dokumentierten und interpretierten die Aktion. Die Bildschirme waren an den verschiedensten Orten präsent und die Ergebnisse der Aktion wurden 2002 u. a. in einer großen Ausstellung im Ruhrgebiet gezeigt.
2005 half er mit seinem Projekt Cash für Kaschmir Geld für ein Katastrophengebiet in Kaschmir zu erwirtschaften. Anlässlich der Nacht der Industriekultur 2006 installierte Grzan in einer Halle unter dem Schachtgerüst der Zeche Ewald in Herten sein Projekt S.O.S. (Sound or Silence): internationale DJs sendeten Musik, die von den tanzenden Besuchern ausschließlich über Kopfhörer konsumiert werden konnte.
2008 eröffnete er während der Nacht der Industriekultur die „erste Spezialklinik für Kunstfehler“.

## Auszeichnungen
Am 5. Januar 2010 verlieh der Bundespräsident Horst Köhler Peter Grzan die Verdienstmedaille des Verdienstordens der Bundesrepublik Deutschland für sein langjähriges Engagement und seine Verdienste um Kunst und Kultur.

## Ausstellungen
- SATIRE, Galerie der ganzen Welt (Kunen), Dülmen, 2.–16. November 2014.
- Ovulationszentrum, Kulturbrauerei Hülsmann, Eickel, September 2012 – Mai 2013.
- The Beat goes on (Pilzköpfe), Butterbrotbar und Pudelkugel, Bochum, 2013. (Ausstellung und Performance)
- Retrospektive – Der Weltkulturerbe blickt zurück (40 Jahre Peter Grzan), Zeche Unser Fritz, Herne, 2011.
- Herr Grzan passt auf, Flottmannhallen, Herne, 2011.
- Bildschirme, Eine Welt Laden, Dülmen, 15. November 2008.
- I scream Ice cream, Extraschicht, Künstlerzeche Unser Fritz, Herne, Juni 2010.
- Der Zwerg von Flötz Dicke Bank – und andere Sägen und Märchen aus dem Ruhrgebiet (Performance), Künstlerzeche Unser Fritz, September 2008.
- Sound or Silence, Installation, Extraschicht, Zeche Ewald, Herten, 2008.
- Spezialklinik für Kunstfehler, Nacht der Industriekultur, Künstlerzeche Unser Fritz, Juni 2008.
- Die Verflechtungen des Internationalen Kapitals, REET, Berlin, September 2007.
- Micro Museum (Boxen), Extraschicht, Künstlerzeche Unser Fritz, 2005.
- Verflechtungen internationalen Kapitals, Spieker Dernekamp, Dülmen.
- Licht-Schirme (Lichtaktion mit den Bildschirmen), Am alten Bach, Unna-Lünern, 16. Oktober 2003.
- Blutbuchen – Herrn Grzan‘s Entrüstungsindustrie, in Gescher, Herten und in Dülmen, 2003.
- Bildschirme (Licht-Inszenierung), Halde Hoheward, Herten/Recklinghausen, 11. Oktober 2002.
- Bildschirme, Rotunde Glashaus, Herten, 2002.
- AUA! AUA! – Der Künstler im Zahnschmerz!,  Zahnarztpraxis Blome Mundart Galerie, Dülmen, 3. Mai – 1. August 2002.
- Gesichter des Sports, Vitaminladen,  Dülmen, Juni 2002.
- Gesichter des Sports, Spieker Dernekamp, Dülmen, 16. Juni 2002.
- Bildschirme, Maschinenhalle Herten Scherlebeck, 17. Februar – 1. März 2002.
- Stuhlprobleme, Marktapotheke, Dülmen.
- Die teuersten Bilder der Welt, Haus Siekmann, Sendenhorst Mai 1998.
- Die Wanderausstellung, Sanremo, 15. April 1998.
- Die Wanderausstellung, Florenz, 11.–13. April 1998.
- Die Wanderausstellung, Salzburg, 8.–9. April 1998.
- Die teuersten Bilder der Welt, Kick, Herford, 20. Januar – 20. Februar 1998.
- Die teuersten Bilder der Welt, Opera, Köln, 10. Januar – 10. Februar 1998.
- DESIGN ODER NICHT DESIGN… GRUPPO DELL‘ ARTE INTERGALLACTICO, Dynamic Sportstudio, Wattenscheid, 5.–30. Dezember 1986.
- DESIGN ODER NICHT DESIGN… GRUPPO DELL‘ ARTE INTERGALLACTICO, Jubi Galerie Nordwalde, 3.–14. November 1986.
- Wanderausstellung, Camera obscura, Bochum, 11. März – 14. April 1978.
- Wanderausstellung, IKI Düsseldorf,  1978.
- Wanderausstellung, Art Cologne, 1978.
- Wanderausstellung, Documenta, 1978.
- Bilder in Oel, IKI, Altes Messegelände, Düsseldorf, 19.–24. Oktober 1974.